# Смородин, Александр Алексеевич
Алекса́ндр Алексе́евич Сморо́дин (1933—2009) — директор завода спиртов Салаватского ПО «Салаватнефтеоргсинтез» имени 50-летия СССР, управляющий трестом «Салаватнефтехимремстрой», гендиректор ПО «Химволокно» (ныне ОАО «Полиэф»), заместитель гендиректора АО «Салаватнефтеоргсинтез» по экономическим вопросам, лауреат Государственной премии СССР (1982).
Автор 16 изобретений и более 300 рационализаторских предложений.

## Образование
- Ленинск-Кузнецкий техникум искусственного жидкого топлива (1952),
- Уфимский нефтяной институт (1975), инженер-технолог.

## Трудовая биография
В 1952—1954 гг. — конструктор, техник-механик, мастер, в 1957—1959 гг. — механик цеха № 7 комбината № 18 ГлавУИЖТ (ОАО «Салаватнефтеоргсинтез»). С 1959 г. — и. о. инженера-приемщика оборудования Всесоюзного объединения «Техмашимпорт»; с 1962 г. — механик, начальник установки, начальник цеха производства полиэтилена, с 1978 г. — главный инженер завода нефтехимических производств, директор завода спиртов ПО «Салаватнефтеоргсинтез»; в 1984—1985 гг. — управляющий трестом «Салаватнефтехимремстрой»; с 1985 г. — генеральный директор строящегося ПО «Химволокно» (г. Благовещенск Башкирской АССР); в 1991—1994 гг. — заместитель генерального директора по экономике ОАО «Салаватнефтеоргсинтез».
«При его участии разработан и внедрен высокоэффективный процесс производства ударопрочного полистирола» (В. А. Потеряхин).

## Награды
Лауреат Государственной премии СССР (1982). Награждён орденом «Знак Почета» (1980)

## Из некролога
В газете «Салаватский нефтехимик» (16 января 2010 г. № 1 (4884), С.6) Совет ветеранов
ОАО «Салаватнефтеоргсинтез» опубликовали некролог, где сказано:
«Александр Алексеевич проявил себя умелым организатором и требовательным руководителем, высококвалифицированным и творчески одаренным специалистом. Он принимал непосредственное участие в запуске и освоении цехов № 23, 27, 41, 43, 47 нефтехимического завода, цехов № 48, 34, 51, 52 завода спиртов. Его отличали замечательные человеческие качества: доброжелательность, душевная простота, скромность и внимательное отношение к людям.»